# 古陶 (奥地利)
古陶（德語：Gutau）是奥地利上奥地利州弗赖施塔特县的一个市镇。总面积4544平方公里，总人口2704人，人口密度0.6人/平方公里（2005年）。